# Neptis plautia
Neptis plautia är en fjärilsart som beskrevs av Hans Fruhstorfer 1908. Neptis plautia ingår i släktet Neptis och familjen praktfjärilar. Inga underarter finns listade i Catalogue of Life.